# Józef Kisielewski (działacz komunistyczny)
Józef Kisielewski (ur. 10 sierpnia 1920 w Rajgrodzie, zm. 13 grudnia 1984) – polski działacz partyjny i państwowy, I sekretarz Komitetu Miejskiego (1955–1956) i Wojewódzkiego (1956–1960) PZPR w Szczecinie.

## Życiorys
Syn Józefa i Marianny. Absolwent sześciotygodniowego kursu w Centralnej Szkole Partyjnej PZPR w Łodzi (1947), następnie absolwent Szkoły Partyjnej przy KC PZPR (1953) i słuchacz Wyższej Szkoły Nauk Społecznych przy KC PZPR (1960). Od 1946 działacz Polskiej Partii Robotniczej, w 1948 przekształconej w Polską Zjednoczoną Partię Robotniczą. Od 1948 do 1949 instruktor Komitetu Powiatowego PPR/PZPR w Drawsku Pomorskim. Następnie związany z Komitetem Wojewódzkim PZPR w Szczecinie, gdzie był referentem Wydziału Personalnego, wicedyrektorem Wydziału Kadr i kierownikiem Wydziału Handlu i Finansów. W maju 1955 objął fotel I sekretarza Komitetu Miejskiego PZPR w Szczecinie, od tego samego roku wchodził w skład egzekutywy KW tamże. Od 25 października 1956 do 4 lutego 1960 I sekretarz Komitetu Wojewódzkiego PZPR w Szczecinie na fali odwilży październikowej. W 1960 został inspektorem Wydziału Organizacyjnego Komitetu Centralnego PZPR. Później zatrudniony w Wydziale Informacji i Propagandy Morskiej Ministerstwa Handlu Zagranicznego i Gospodarki Morskiej.
Pochowany na Cmentarzu Komunalnym Północnym w Warszawie.